# Narvesus
Narvesus is een geslacht van wantsen uit de familie van de Reduviidae (Roofwantsen). Het geslacht werd voor het eerst wetenschappelijk beschreven door Carl Stål in 1859.

## Soorten
Het genus bevat de volgende soorten:

- Narvesus carolinensis Stål, 1859
- Narvesus minor Barber, 1930